# فران هوسكان
فران هوسكان (بالإنجليزية: Fran Hosken)‏ (1920 - 2 فبراير 2006)، كاتبة أمريكية وناشطة نسائية واجتماعية. قامت بتأسيس شبكة النساء الدولية في 1975.
نشرت مجلة فصلية عن المشاكل التي تخص صحة النساء والتي باتت بالأخص معروفة بأبحاثها حول تشوية الاعضاء التناثلية للإناث.
قامت لعدة سنوات بنشر شبكة الاخبار الدولية السائية (Win News) والتي كانت تصدر «بواسطة والي وتدور حول النساء وهي عبارة عن منظومة اتصال تشاركي عالمية بواسطة والي وتدور حول النساء من جميع الخلفيات والعقائد والجنسيات والفئات العمرية»
قامت Win News بتحليل ونقد قضايا عالمية مثل سياسات صندوق النقد الدولي والبنك العالمي وأثارها الضارة علي النساء في أغلب الاحيان وخاصة نساء آسيا وأفريقيا. كما قامت بكتابة ونشر كتاب الولادة المصورة وهو قصة مصورة عن الانجاب من منظور المرأة. قدم هذا الكتاب المعلومات البيولوجية الاساسية حول الصحة الانجابية بالأخص للنساء الصغيرات في السن في جميع انحاء العالم و«كان مفيد بشكل كبير للنساء من كل الخلفيات العرقية بغض النظر عن اللغة أو معرفة القراءة والكتابة ويتم الإشادة بة بشدة لتعلم التنظيم الاسري»
بيان عن وضع النساء وحقوقهم حول العالم. تقرير هوسكان: تشوية الاعضاء التناسلية للأناث (1979), كان هذا الكتاب مؤثرا في اقناع المجتمع الدولي بما فيها منظمة الصحة العالمية ببذل الجهود لوضع حد لهذة الممارسات.
كرائدة في التحدث علنا ضد ممارسة تشوية الاعضاء التناسلية للإناث، صمدت هوسكان بشجاعة في كثير من الاحيان بوحشية ضد الأنتقادات مدافعة عن النساء اللواتي يتعرضن لهذة الممارسات.

## نشأتها
ولدت هوسكان بأسم فرانشيسكا بورجيس في فيينا بالنمساحيث كان والدها طبيبا وهاجرت عائلتها الي الولايات المتحدة الأمريكية في 1938.
ارتادت جامعة سميث وحصلت علي درجة الماجيستير من كلية الدراسات العليا في جامعة هارفرد للتصميم وتعد من أوائل النساء اللاتي قمن بذلك.
انضمت لخفر السواحل خلال الحرب العالمية الثانية عاملة في مجال الاتصالات. تزوجت من جيمس هوسكان في 1947, وكان لديها ثلاثة أطفال وحصلت على الطلاق في 1962.

## الأعمال المختارة
- اللغة المدن: مقدمة مرئية لشكل ودور المدينة,Schenkman Pub. Co, 1972.
- الإسكان والتنمية الحضارية في افريقيا, هوسكان، 1973.
- مدن وادي كاتماندو: سجل الحياة والتغيير في نيبال Weatherhill 1974.
- بيان هوسكان: تشوية الاعضاء التناسلية الجنسية للأناث. شبكة الاخبار الدولية النسائية،1980.
- «نحو تعريف حقوق المرأة», مجلة حقوق الإنسان الفصلية, المجلد الثالث، العدد الثاني، مايو 1981.
- كتاب الولادة المصور: قصة مصورة عن الانجاب من منظور المرأة.شبكة الاخبار الدولية النسائية 1989.
- أوقفوا تشوية الأعضاء التناسلية للإناث. شبكة الاخبار الدولية النسائية، 1995.

## وصلات خارجية
- Papers, 1971-1981. Schlesinger Library منظمة Radcliffe, جامعة هارفرد.